# Hyphaene guineensis
Espèce
Synonymes
- Chamaeriphes guineensis (Schumach. & Thonn.) Kuntze[2] [1]
- Hyphaene depressa Becc.[2] [1]
- Hyphaene doreyi Furtado[2]
- Hyphaene gossweileri Furtado[2] [1]
- Hyphaene guineensis Schumach. & Thonn. Schumach. & Thonn. (préféré par UICN)[2]
- Hyphaene luandensis Gossw.[2] [1]
- Hyphaene mateba Becc.[2] [1]
- Hyphaene nephrocarpa Becc.[2] [1]
- Hyphaene welwitschii Furtado[2] [1]

Statut de conservation UICN

 LC  : Préoccupation mineure
Hyphaene guineensis est une espèce de plantes de la famille des Arecaceae et du genre Hyphaene.